# Téglás
Téglás is een plaats (város) en gemeente in het Hongaarse comitaat Hajdú-Bihar. Téglás telt 6385 inwoners (2001).